# Friedrich Kaufmann Höhne
Just Friedrich Rudolph Kaufmann Höhne (Kaapstad, 21 april 1831 – Bloemfontein, 19 april 1879), algemeen bekend als Friedrich Kaufmann Höhne of F.K. Höhne, was een politicus in de republiek Oranje Vrijstaat. Hij fungeerde ruim 10 jaar als gouvernements-secretaris en was kortstondig staatspresident ten tijde van de afwezigheid van de zittende staatspresident Jan Brand.

## Biografie
Höhne werd geboren als afstammeling van Duitse immigranten die zich in de 18e eeuw in de Nederlandse Kaapkolonie vestigden.
Höhne kwam in 1852 naar de Oranje Vrijstaat waar hij zich al snel dienstbaar maakte als veldkornet van Fauresmith. Zijn politieke carrière begon in 1863 toen hij de functie van landdrost van het district Philippolis op zich nam. Vijf jaar later werd hij gouvernements-secretaris van de republiek, een functie die hij tot aan zijn dood in 1879 bekleedde.
Höhne werd geprezen om zijn diplomatieke aanpak van de problemen met de Britten met betrekking tot de annexatie van de diamantvelden in het begin van de jaren zeventig van de 19e eeuw.